# Port lotniczy Tobruk
Port lotniczy Tobruk – regionalny port lotniczy położony w Tobruku

## Linie lotnicze i połączenia
| Linia Lotnicza  | Kierunek                                              |
| --------------- | ----------------------------------------------------- |
| Buraq Air       | 1. Trypolis-Mitiga                                    |
| Libyan Airlines | 1. Aleksandria 2. Bengazi 3. Trypolis-Mitiga 4. Tunis |